# Henrik Alpár
Henrik Alpár (* Slovensko) byl slovenský fotograf aktivní v Banské Bystrici.

## Životopis
Kromě portrétních a skupinových fotografií pořizoval také snímky pro pohlednice. Fotograf a majitel fotografické a umělecké dílny v Banské Bystrici v Dolní ulici č. 20 (kolem roku 1900). Později na stejné adrese provozoval ateliér Renaissance fotograf Max Winterstein.
Patřil mezi známé vydavatele pohlednic, kterých po roce 1918 bylo na Československém území asi šedesát. V Banské Bystrici kromě Alpára vydávali pohlednice ještě další autoři jako například: Oto Lechnitzky, Elek Ivánszky, Mór Sonnenfeld, Filip Machold, Jakub Karmiol, Adolf Walther, Bernát Strelinger a Tivadar Krausz.